# Kaja Širok

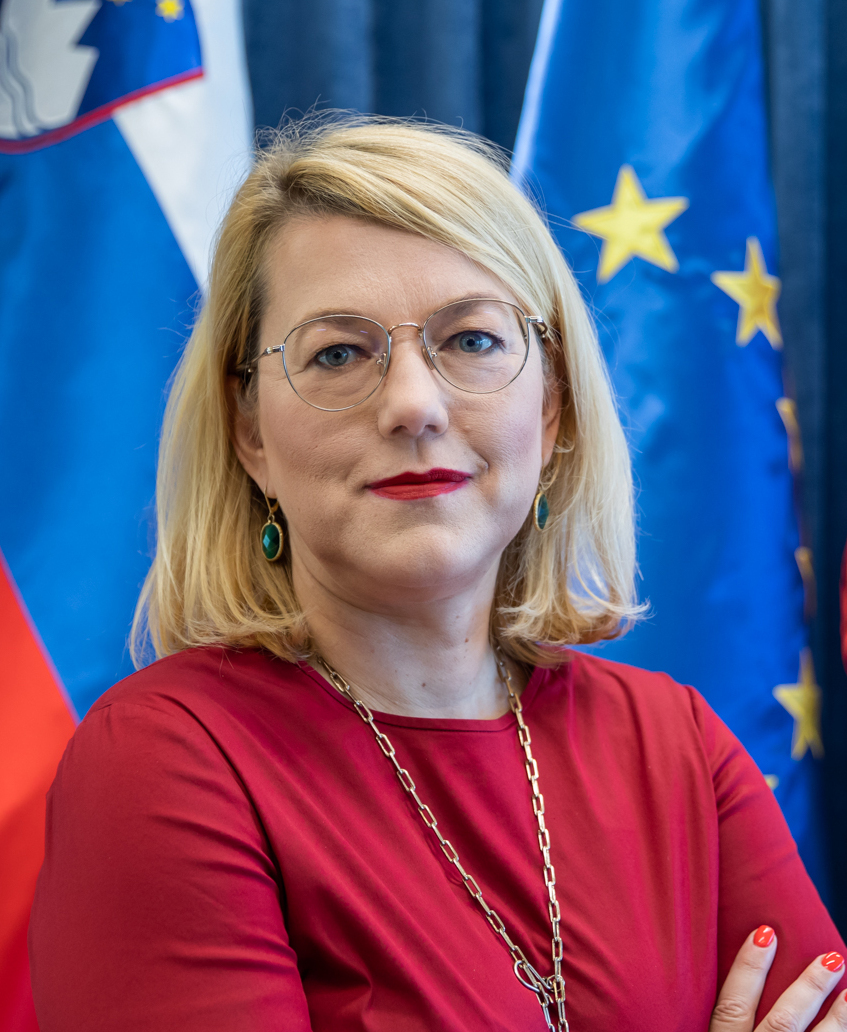
Kaja Širok

Kaja Širok (* 1975) ist eine slowenische Historikerin und Leiterin des Nationalmuseums für Zeitgeschichte in Ljubljana. Sie ist Mitglied des Wissenschaftlichen Beirats für das Haus der Europäischen Geschichte in Brüssel.
Sie promovierte nach dem Studium an der Universität Ljubljana 2009 an der Universität Nova Gorica bei Oto Luthar. Ihre Dissertation gilt dem umstrittenen slowenisch-italienischen Grenzgebiet um die Stadt Görz, von der 1947 das spätere Nova Gorica abgetrennt worden ist.
Das Nationalmuseum für Zeitgeschichte (seit 2003) ist aus dem Museum der nationalen Befreiung (seit 1948/55) entstanden.

## Schriften
- Kolektivni spomin in kolektivna pozaba v obmejnem prostoru. Spomini na Gorico 1945–47 (= Forgetting or remembering on the italo–slovene border. The contested memories of Gorizia 1943–1947), Dissertation Nova Gorica 2009 online mit englischem abstract, PDF-Datei
- mit Susanne Schilling: Integrating multicultural Europe : Museums as Social Arenas, Wien 2016, ISBN 978-3-902796-39-4
- Reinterpreting and Transforming ‘Red’ Museums in Yugoslavia, Museum International, Vol. 70, Issue 3-4 (2018), S. 26–37 onlinelibrary.wiley

## Ausstellungen
- Začasna meja : življenje in hrepenenje v coni A : (1945–1947) – Temporary border. Living and Longing in Zone A (1945–1947), September 2017 – Mai 2018 (Katalog 2017)
- Erneuerung des ehemals jugoslawischen Pavillons in der Gedenkstätte KZ Auschwitz[2]